# Vangelo degli Ebioniti
Il Vangelo degli Ebioniti è un vangelo apocrifo andato perduto, così detto perché usato dalla setta giudeo-cristiana degli Ebioniti presente in Palestina nel II secolo. Le notizie relative a questo vangelo sono esclusivamente quelle riportate negli scritti di alcuni padri della Chiesa; tra di essi solo Epifanio di Salamina ne cita dei passi. Probabilmente va identificato con altri due testi giudeo-cristiani parimenti perduti, il Vangelo dei Nazarei e il Vangelo degli Ebrei, e anche con il Vangelo dei Dodici o secondo i Dodici di cui parlano Ambrogio, Girolamo e Origene, in quanto anche qui i narratori sono gli apostoli.

## Testimonianze patristiche
Tra i molti passi patristici, i più antichi riferimenti espliciti sono offerti da Ireneo di Lione (circa 130-202) nel suo Contro le eresie (Adversus Haeresis, 180 circa), che testimonia l'uso del Vangelo di Matteo presso gli Ebioniti:
(Epifanio di Salamina, Panarion 13,2 e 14,3)
(Ireneo di Lione, Contro gli eretici, 1,26,2; 3,11,7)
(Girolamo, Comm. I in Matth. 12,13)
Epifanio di Salamina ed altri riportano la credenza che il Vangelo degli Ebioniti fosse basato su quello secondo Matteo, ma che vi fossero stati rimossi i passaggi contrari alla teologia del gruppo degli Ebioniti, come nel caso del racconto della nascita di Gesù; è possibile che anche la mancanza del riferimento alle locuste come cibo di Giovanni Battista sia una rimozione dovuta alla pratica del vegetarismo del gruppo.

## Contenuto
Data la mancata trasmissione dei manoscritti del Vangelo degli Ebioniti, è impossibile risalire al reale contenuto del testo e al suo legame col Vangelo secondo Matteo. Probabilmente si trattava di una forma variata di questo vangelo canonico, o addirittura era la primordiale stesura in aramaico operata dall'apostolo di cui fa memoria Papia, citato da Eusebio di Cesarea in Storia Ecclesiastica 3,39,16.
Gli Ebioniti, al pari degli altri giudeo-cristiani, non credevano nella nascita verginale di Gesù e lo consideravano come solo un uomo, o meglio un profeta taumaturgo ma non di natura divina. Per questo motivo probabilmente il Vangelo degli Ebioniti non conteneva il racconto della nascita verginale di Gesù.
Nei Padri della Chiesa sono presenti distinti accenni circa il Vangelo degli Ebioniti, il Vangelo dei Nazarei e il Vangelo degli Ebrei. Tuttavia in alcuni loci si parla di Vangelo degli Ebrei ma il richiamo è chiaramente a uno degli altri due (p.es. Eusebio di Cesarea in Storia Ecclesiastica 3,27,4 parla degli Ebioniti e dice che "usavano solo il cosiddetto Vangelo secondo gli Ebrei"; similmente Teodoreto in Haereticarum Fabularum Compendium 2,1 parla dei Nazareni e dice che "accettano unicamente il Vangelo secondo gli Ebrei"). Inoltre certi passi che un padre attribuisce a qualcuno dei tre vangeli, un altro padre li attribuisce a un vangelo differente. Non è difficile pertanto ipotizzare, sebbene non sia dimostrabile con assolutezza, che i 3 vangeli rappresentino diciture diverse di un unico testo.
Però, se esiste una certa tendenza nella comunità scientifica a ricondurli verso un unico vangelo (anche sulla scia delle citazioni patristiche), detto appunto vangelo degli Ebrei  (ritenuto verosimilmente dai Padri della Chiesa come il vangelo originario di Matteo privo almeno della parte iniziale, la genealogia di Gesù ), oggi esistono anche due teorie differenti. La prima identifica nel vangelo degli Ebrei anche il cosiddetto vangelo dei Nazarei , e nel vangelo degli Ebioniti il cosiddetto vangelo dei Dodici. A supporto di questa ipotesi vi è la probabilità che, sulla base dei riferimenti pervenutici, il vangelo degli Ebioniti sia stato composto con il contributo fondamentale dei tre vangeli sinottici (Matteo, Marco, Luca), e pertanto appare difficile il riferimento ad un unico vangelo aramaico per questi tre testi citati dai Padri. Una seconda ipotesi parla di tre entità distinte: vangelo degli Ebrei, vangelo dei Nazarei e vangelo degli Ebioniti.